# John Iles Mantell
Sir John Iles Mantell (* 1. Dezember 1813 in Faringdon, Berkshire; † 12. Juli 1893 in Biarritz) war ein britischer Anwalt und Richter in den britischen Kolonien und Protektoraten.

## Leben
Mantell war der älteste Sohn des Arztes George Mantell aus Faringdon. Er besuchte das Radley College und war ab dem 1. November 1841 Student am Middle Temple.
Von 1841 bis 1847 war Mantell Kronanwalt in Britisch-Gambia, bevor er am 18. Juni 1847 als Anwalt zugelassen wurde. Anschließend wurde er von 1847 bis 1866 Oberster Richter und Richter am Vizeadmiralitätsgericht von Gambia. Am 9. August 1867 wurde er zum Ritter geschlagen und 1869 zum bezahlten Friedensrichter für Manchester ernannt. Er amtierte bis 1885. Er diente auch als Friedensrichter für Lancashire.
Mantell heiratete 1838 Susan Finch in St. Martins in the Fields. Sie bekamen 1850 eine Tochter, Laura. Es wird vermutet, dass Susan in Gambia starb. Mantell heiratete im Januar 1867 erneut Knight, die Tochter von Charles Hitchcock, einem Arzt aus Devizes, Wiltshire.

## Auszeichnungen und Ehrungen
- In Bathurst (heute Banjul) wurde nach ihm die Mantell Street benannt (heute Perseverance Street).[2]